# مسعود فقیه
مسعود فقیه (۱۳۱۴ - ۱۹ آذر ۱۳۹۱) بازیگر تئاتر و روزنامه‌نگار باسابقه ایرانی بود.

## زندگی
فقیه در سال ۱۳۱۴ در تهران زاده شد. از سال ۱۳۳۲ با تحصیل در هنرستان هنرپیشگی کار تئاتر را در کنار علی نصیریان آغاز کرد. وی فعالیت هنری و مطبوعاتی خود را از اواخر دهه ۱۳۳۰ و با روزنامه اطلاعات آغاز کرد. به‌عنوان بازیگر تا مدتی طولانی در گروه هنری تئاتر آناهیتا به سرپرستی مصطفی اسکویی و گروه تئاتر پازارگاد به سرپرستی حمید سمندریان و پری صابری همکاری داشت. فعالیت هنری خود را در حوزه تئاتر با گروه محمدعلی جعفری، نیز ادامه داد. فقیه در دهه ۱۳۴۰ سردبیر نشریه اطلاعات جوانان بود. فقیه در فیلم خشت و آینه به نویسندگی و کارگردانی ابراهیم گلستان نقش آفرینی نمود. فقیه در دهه ۱۳۵۰ و در سال‌های پس از پیروزی انقلاب ایران از فعالیت در حوزه تئاتر کنار کشید و بین سال‌های ۱۳۵۸ تا ۱۳۶۰ مدیرکل وزارت ارشاد استان گیلان بود. وی در دهه ۱۳۶۰ بار دیگر به روزنامه اطلاعات بازگشت و فعالیت مطبوعاتی خود را تا آخر عمر ادامه داد.

پرویز پورحسینی (نفر نخست از سمت راست) در کنار مسعود فقیه و فروغ فرخزاد در صحنهٔ نمایشِ «شش شخصیت در جست‌وجوی نویسنده»، سال ١٣۴٢

## درگذشت
مسعود فقیه پس از تحمل یک دوره طولانی بیماری سرانجام صبح یکشنبه ۱۹ آذر ۱۳۹۱ بر اثر ایست قلبی در بیمارستان امام حسین درگذشت.

## نمایش‌ها
از مهم‌ترین نمایش‌هایی که مسعود فقیه در آن سال‌ها بازی کرد می‌توان به آنتیگون به کارگردانی داود رشیدی، هملت، گربه روی شیروانی داغ به کارگردانی محمدعلی جعفری و بازی در نمایش شش شخصیت در جستجوی نویسنده اثر لوئیجی پیراندلو به کارگردانی پری صابری در سال ۱۳۴۲ اشاره کرد که در این نمایش با فروغ فرخزاد، هم‌بازی بود. گروه هنری پازارگاد به کارگردانی حمید سمندریان نمایش کمدی «طبیب اجباری» اثر مولیر را به روی صحنه برد و در شهرهای تهران، شیراز و آبادان در سال ۱۳۴۳ اجرا شد. فقیه در این نمایش کمدی با پرویز فنی‌زاده، اسماعیل محرابی، سعید پورصمیمی، منوچهر فرید، محمدعلی کشاورز همراهی کرده بود. در سال ۱۳۴۳ وی با پری صابری در نمایش مرغ دریایی اثر آنتون چخوف که در انجمن روابط فرهنگی ایران و فرانسه بر روی صحنه رفت، در کنار گلی مقتدر، عباس یوسفیان، پرویز پورحسینی، سعید پورصمیمی، پری صابری، طوسی حائری و محمدعلی کشاورز به ایفای نقش پرداخت.